# Airplanes
Airplanes ist ein Lied des US-amerikanischen Rappers B.o.B, das aus seinem Album B.o.B Presents: The Adventures of Bobby Ray als zweite Singleauskopplung am 13. April 2010 veröffentlicht wurde. Das Lied wurde mit der US-amerikanischen Singer-Songwriterin Hayley Williams aufgenommen.

## Hintergrund
Hayley Williams hat in verschiedenen Interviews für MTV erklärt, dass sie auf Tour mit Paramore gewesen sei, als sie das Angebot von B.o.B bekam. B.o.B sagte, er sei schon immer ein Fan von Hayley Williams gewesen und habe unbedingt einen Song mit ihr aufnehmen wollen. Da sie sich vorher noch nie getroffen hatten, wurde das Musikvideo einzeln aufgenommen und später zusammengeschnitten. Das erste Treffen zwischen den beiden war bei den MTV Video Music Awards 2010, wo sie das Lied zum ersten Mal sangen.

## Liveauftritte
Das Lied wurde zum ersten Mal von B.o.B und Hayley Williams bei den MTV Video Music Awards 2010 aufgeführt.

## Musikvideo
B.o.B drehte die Szenen für sein Video schon im April, während Williams erst nach der Frühjahrstour von Paramore drehen konnte. In dem Video singt B.o.B die meiste Zeit auf einer Bühne, wo im Hintergrund gelegentlich Verse des Liedtextes angezeigt werden. Williams dagegen befindet sich während des gesamten Videos in einem lichtdurchfluteten Raum. Oft ist B.o.B auf einer Party zu sehen, wo er auf einer Bühne auftritt, wo Bilder vor dem Refrain von Williams geschossen werden, die den Refrain singt.

## Kommerzieller Erfolg

### Chartplatzierungen
In Australien, Irland, Kanada, Österreich und den Vereinigten Staaten schaffte es Airplanes auf Platz 2 während es in Neuseeland und dem Vereinigten Königreich die Chartspitze erreichte.
| ChartsChartplatzierungen       | Höchstplatzierung | Wochen |
| ------------------------------ | ----------------- | ------ |
| Deutschland (GfK)              | 8 (25 Wo.)        | 25     |
| Österreich (Ö3)                | 2 (24 Wo.)        | 24     |
| Schweiz (IFPI)                 | 5 (33 Wo.)        | 33     |
| Vereinigte Staaten (Billboard) | 2 (30 Wo.)        | 30     |
| Vereinigtes Königreich (OCC)   | 1 (29 Wo.)        | 29     |

| ChartsJahrescharts (2010)      | Platzierung |
| ------------------------------ | ----------- |
| Deutschland (GfK)              | 57          |
| Österreich (Ö3)                | 35          |
| Schweiz (IFPI)                 | 23          |
| Vereinigte Staaten (Billboard) | 6           |
| Vereinigtes Königreich (OCC)   | 7           |

| ChartsJahrescharts (2010–2019) | Platzierung |
| ------------------------------ | ----------- |
| Vereinigte Staaten (Billboard) | 78          |

### Auszeichnungen für Musikverkäufe
| Land/Region                  | Auszeichnungen für Musikverkäufe (Land/Region, Auszeichnung, Verkäufe) | Verkäufe   |
| ---------------------------- | ---------------------------------------------------------------------- | ---------- |
| Australien (ARIA)            | 2× Platin                                                              | 140.000    |
| Dänemark (IFPI)              | Platin                                                                 | 90.000     |
| Deutschland (BVMI)           | 2× Platin                                                              | 600.000    |
| Irland (IRMA)                | Gold                                                                   | 7.500      |
| Italien (FIMI)               | Platin                                                                 | 50.000     |
| Kanada (MC)                  | 3× Platin                                                              | 240.000    |
| Neuseeland (RMNZ)            | 4× Platin                                                              | 120.000    |
| Österreich (IFPI)            | Gold                                                                   | 15.000     |
| Spanien (Promusicae)         | Gold                                                                   | 30.000     |
| Vereinigte Staaten (RIAA)    | 9× Platin                                                              | 9.000.000  |
| Vereinigtes Königreich (BPI) | 3× Platin                                                              | 1.800.000  |
| Insgesamt                    | 3× Gold · 22× Platin ·                                                 | 12.092.500 |

## Coverversionen
Auf dem Album B.o.B Presents: The Adventures of Bobby Ray gibt es eine Version des Liedes mit dem Rapper Eminem. Die US-amerikanische Post-Hardcore-Band We Are Defiance coverte den Song gemeinsam mit ex-A-Day-to-Remember-Musiker Tom Denney. Auch die barbadische R&B-Sängerin Rihanna coverte den Teil von Hayley Williams und sang ihn in einem Medley, bestehend aus Airplanes, Love the Way You Lie und Hate that I Love You, auf ihrer Last Girl on Earth Tour in Nordamerika. Des Weiteren erschien auf der Kompilation Punk Goes Pop 3 ein Cover von The Ready Set. 2023 coverten die deutsche Rapperin Badmómzjay und der Rapper Kool Savas den Song und veröffentlichten ihn als Single.